# Brian Shaw (Strongman)

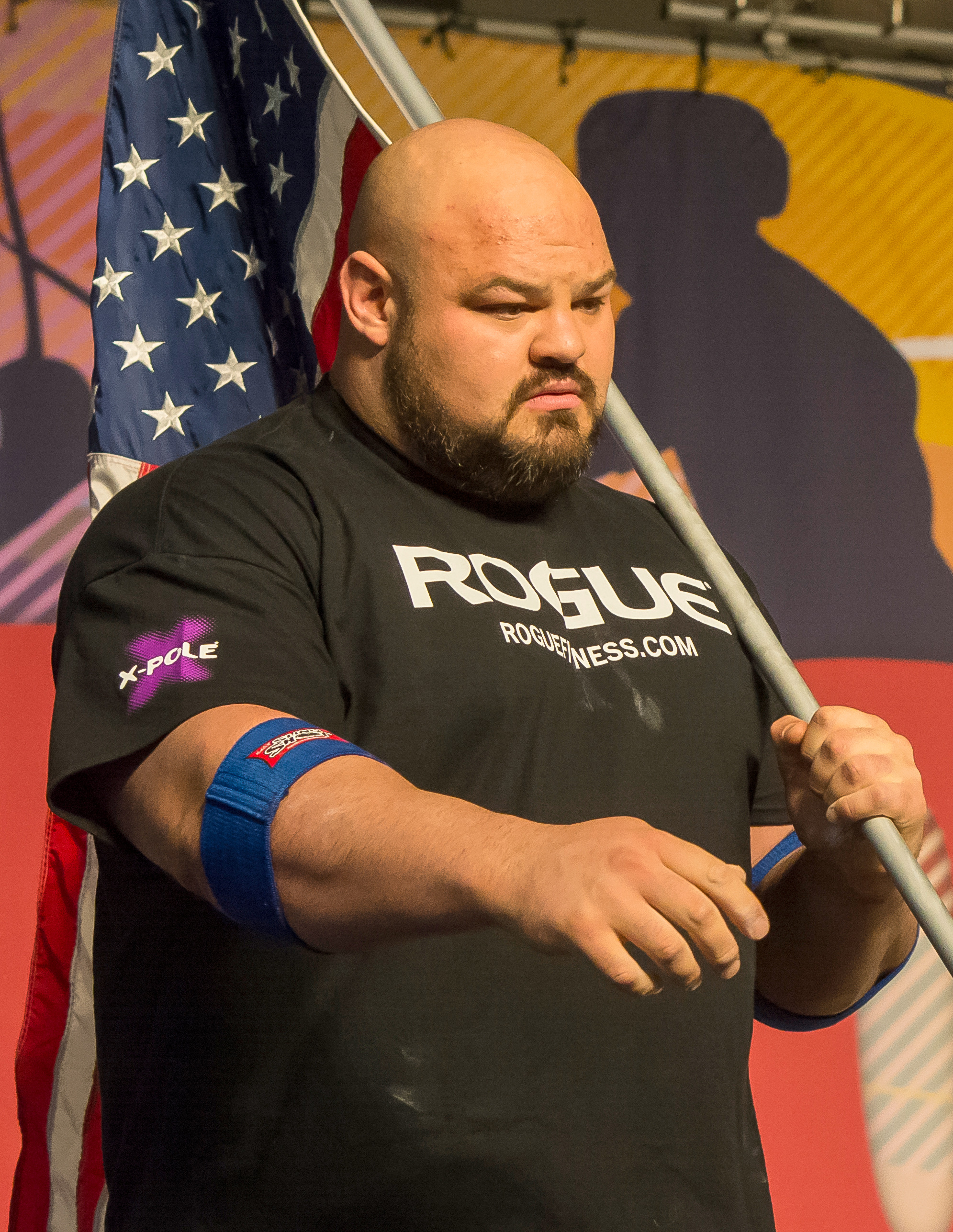
Shaw bei den Arnold Classic 2017

Brian Shaw (* 26. Februar 1982 in Fort Lupton) ist ein US-amerikanischer Strongman. Er ist vierfacher World’s-Strongest-Man-Gewinner und der erste Strongman, der World’s Strongest Man, Arnold Strongman Classic und America’s Strongest Man gewann.

## Leben
Shaw ist in Fort Lupton, in Colorado geboren und aufgewachsen. Im College spielte er Basketball. An der Black Hills State University studierte er Wellness-Management. Danach arbeitet er als zertifizierter Kraft- und Ausdauertrainer.

## Karriere
| Strongman-Wettkämpfe             | Strongman-Wettkämpfe        |
| -------------------------------- | --------------------------- |
| World’s Strongest Man            |                             |
| 18.                              | 2008                        |
| 3.                               | 2009                        |
| 2.                               | 2010                        |
| 1.                               | 2011                        |
| 4.                               | 2012                        |
| 1.                               | 2013                        |
| 3.                               | 2014                        |
| 1.                               | 2015                        |
| 1.                               | 2016                        |
| 3.                               | 2017                        |
| 3.                               | 2018                        |
| 2.                               | 2021                        |
| 4.                               | 2022                        |
| Arnold Strongman Classic         |                             |
| 5.                               | 2010                        |
| 1.                               | 2011                        |
| 4.                               | 2012                        |
| 2.                               | 2013                        |
| 2.                               | 2014                        |
| 1.                               | 2015                        |
| 2.                               | 2016                        |
| 1.                               | 2017                        |
| 2.                               | 2018                        |
| Strongman Super Series           |                             |
| 1.                               | 2009 Los Angeles Grand Prix |
| 4.                               | 2009 Bucharest Grand Prix   |
| 1.                               | 2009 Gothenburg Grand Prix  |
| 1.                               | 2009 Overall Champion       |
| 2.                               | 2010 Mohegan Sun Grand Prix |
| 1.                               | 2010 Viking Power Challenge |
| 1.                               | 2010 Swedish Grand Prix     |
| 1.                               | 2010 Overall Champion       |
| Giants Live                      |                             |
| 3.                               | 2009 Mohegan Sun Grand Prix |
| 1.                               | 2010 South Africa           |
| 2.                               | 2010 Istanbul               |
| 1.                               | 2011 London                 |
| North America's Strongest Man    |                             |
| 2.                               | 2007                        |
| All-American Strongman Challenge |                             |
| 1.                               | 2009                        |

Nach dem College begann er schwerer zu trainieren und stärker zu werden. Sein erster Strongman-Wettkampf war der örtliche Colorado Strongman-Wettbewerb, den er gewann. Nach seinem ersten Sieg im Strongman-Sport spezialisierte er sein Training auf den Strongmanbereich. Das dazu benötigte Trainingsequipment baute er sich selbst.
Sieben Monate nach seinem ersten Wettkampf gewann er seine Pro Card. 2008 nahm er zum ersten Mal am World’s Strongest Man-Wettbewerb teil. 2011 gewann er zum ersten Mal den World’s Strongest Man. In den Jahren 2013, 2015 und 2016 war er ebenfalls
World’s Strongest Man-Gewinner.

## Körpermaße
Er ist 2,03 m groß und hat ein Gewicht von 192 kg.
- Brustumfang: 152,5 cm
- Armumfang: 58,5 cm
- Taille: 119,5 cm[6]

## Persönliche Rekorde
Im Training:
- Kniebeuge:  905 lb (410 kg)[7]
- Bankdrücken: 525 lb (238 kg) × 2[8]
- Loglift: 465 lb (211 kg)[9]
- Indoor Rowing – 100 Meter in 12,8 Sekunden[10]

Während des Wettkampfes:
- Kreuzheben (mit Zughilfen) – 1,014 lb (460 kg) (World’s Strongest Man 2017)[11]
- Rogue Elephant Bar Deadlift (mit Zughilfen) – 1,045 lb (474 kg) (Arnold Strongman Classic 2019)[12]
- Atlas Stone/Manhood Stone – 560 lb (254 kg)
- Tire Deadlift: 1,128 lb (512 kg) (mit Zughilfen)[13]